# L'Abattis
L'Abattis est un hameau canadien de la municipalité de Petite-Rivière-Saint-François faisant partie de la municipalité régionale de comté de Charlevoix dans la région administrative de la Capitale-Nationale au Québec.

## Toponymie
Le terme « abattis » dont est issu le toponyme de la localité signifie un amas de bois à la suite de l'abattage.

## Géographie
L'Abattis est un hameau situé à l'extrémité ouest de la municipalité de Petite-Rivière-Saint-François dans la municipalité régionale de comté de Charveloix. La localité est située le long du fleuve Saint-Laurent sur sa rive nord.

### Source en ligne
- Commission de toponymie du Québec